# Municipio Miranda (Falcón)
Miranda es uno de los 25 municipios que forman parte del Estado Falcón, Venezuela. Su capital es la ciudad de Coro —que a su vez es capital del estado—. Tiene una superficie de 1805 km² y que para 2011 su población es de 265 569 habitantes. Este municipio está conformado por 7 parroquias, Guzmán Guillermo, Mitare, Río Seco, Sabaneta, San Antonio, San Gabriel y Santa Ana; estas tres últimas parroquias conforman la ciudad de Coro.
El punto estratégico de la ubicación del municipio hace que el comercio sea una de las actividades más importantes, además del auge del turismo por la declaración de Santa Ana de Coro como Patrimonio de la Humanidad en 1993.

## Geografía
Se encuentra al sur de la Península de Paraguaná, con la cual se conecta a través del istmo de los Médanos. El Municipio Miranda se ubica en el centro geográfico del Estado Falcón, presenta una vegetación xerófila en la zona de la llanura norte que limita con el Golfete de Coro en esta área se encuentra el Parque nacional Los Médanos de Coro; hacia el sur y el este se encuentran tierras montañosas por la Sierra de San Luis, donde se encuentra el Parque nacional Juan Crisóstomo Falcón.
El río Mitare es el curso de agua más importante del municipio y la mayor concentración de agua dulce se encuentra en el Embalse El Isiro. Las temperaturas máximas registradas superan los 41 °C y la mínima de 23 °C; el promedio anual de lluvias es de 442 mm con máximas de 839 y mínimas de 129 mm.

## Parroquias
1. Parroquia Guzmán Guillermo
2. Parroquia Mitare
3. Parroquia Río Seco
4. Parroquia Sabaneta
5. Parroquia San Antonio
6. Parroquia San Gabriel
7. Parroquia Santa Ana

## Símbolos del Municipio Miranda
Bandera del Municipio Miranda 

El fondo: compuesto por tres franjas horizontales paralelas de igual ancho, que en su conjunto representan la diversidad ecológica natural.
- La franja superior de color beige (arena): representa las llanuras áridas de cardones y tunas, las dunas de los Médanos de Coro.
- La franja central de color azul marino: representa el Mar Caribe y el Golfo de Coro, emporio de riqueza natural que bordea los límites nororiental y noroccidental del municipio Miranda y que fue la principal vía de comunicación que formó el vínculo histórico entre el viejo y el nuevo mundo.
- La franja inferior de color verde: representa los valles y montañas de la Sierra que bordea a la histórica ciudad, lugar de donde proviene el inagotable y rico manantial.

Figura lateral derecha: ocupa el tercio derecho y está formada por tres triángulos isósceles superpuestos, cuyas bases o lado más largo, se colocan perpendiculares al eje horizontal y sus ángulos mayores forman tres vértices que apuntan directamente hacia el tercio de la izquierda y representan la mezcla de las etnias que dieron origen al pueblo que hoy habita el municipio Miranda.
Figura lateral izquierda:
Ubicada en el centro del tercio lateral izquierdo, consta de un diseño en forma de ventana colonial de color gris, con barrotes y bordes dorados, representan el barro milenario con el que se forjó el invalorable tesoro cultural y arquitectónico, patrimonio de la humanidad.
En el interior de la ventana y sobre un fondo azul celeste que representa el siempre claro y brillante sol coriano, se encuentra una cruz de color marrón, que es el símbolo que recuerda la celebración de la primera misa, hecho histórico a partir del cual se sembró una larga tradición religiosa que ubica a la ciudad como la primera del continente.

A los lados de la cruz se ubican cuatro estrellas blancas que simbolizan el vínculo entre el brillante pasado histórico y la luz que avizora el futuro y representan la ciencia, el arte, la cultura y las tradiciones, que darán al municipio larga vida y prosperidad.

Bandera del municipio Miranda (Estado Falcón) y de la ciudad de Santa Ana de Coro

Escudo del Municipio Miranda

Himno del Municipio Miranda

## Política y gobierno

### Alcaldes
| Período     | Alcalde              | Partido político / Alianza | % de votos | Notas |
| ----------- | -------------------- | -------------------------- | ---------- | --- |
| 1989 - 1992 | Arnaldo Curiel Penso | AD                         | 38,30      | Primer alcalde bajo elecciones directas                                                                                |
| 1992 - 1995 | Rodolfo Barraez      | COPEI                      | 38,19      | Segundo Alcalde bajo elecciones directas                                                                               |
| 1995 - 2000 | Rodolfo Barraez      | COPEI                      | -          | Reelecto (se realizaron elecciones generales adelantadas en el 2000 debido a la aprobación de la Constitución de 1999) |
| 2000 - 2004 | Rafael Pineda        | MVR                        | 25,99      | Tercer alcalde bajo elecciones directas                                                                                |
| 2004 - 2008 | Rafael Pineda        | MVR                        | 48,51      | Reelecto |
| 2008 - 2011 | Oswaldo León         | PSUV                       | 63,72      | Cuarto alcalde bajo elecciones directas. (No culmina su período.)                                                      |
| 2011 - 2013 | Pablo Acosta         | PSUV                       | -          | Alcalde Interino (Presidente de la cámara municipal)                                                                   |
| 2013 - 2017 | Pablo Acosta         | PSUV                       | 47,97      | Quinto Alcalde bajo elecciones directas                                                                                |
| 2017 - 2021 | Pablo Acosta         | PSUV                       | 50,72      | Reelecto |
| 2021 - 2025 | Henry Hernández      | PSUV                       | 43,71      | Quinto alcalde bajo elecciones directas                                                                                |
| 2025 - 2029 | Henry Hernández      | PSUV                       | 65,10      | Reelecto |

### Concejo municipal
Período 1989 - 1992
| Concejales:           | Partido político / Alianza |
| --------------------- | -------------------------- |
| Teodoro Dovale        | AD                         |
| Anaura Sequera        | AD                         |
| José González Poza    | AD                         |
| Orlando Medina        | AD                         |
| José Vicente Graterol | COPEI                      |
| Ulises Daal           | COPEI                      |
| Pedro Acosta          | COPEI                      |
| Angel García          | COPEI                      |
| Jorge Morales Hurtado | MAS                        |

Período 1992 - 1995
| Concejales:                   | Partido político / Alianza |
| ----------------------------- | -------------------------- |
| Julio González                | COPEI                      |
| Alcides Flores                | COPEI                      |
| Carmen de Medina              | COPEI                      |
| Teolinda Castillo de Chirinos | COPEI                      |
| Salvador Guarecuco            | AD                         |
| Miriam Amaya                  | AD                         |
| Orlando Medina                | AD                         |
| Freddy Núñez                  | AD                         |
| Aida de Martínez              | OPINA                      |

Período 1995 - 2000
| Concejales:                   | Partido político / Alianza |
| ----------------------------- | -------------------------- |
| Julio González                | COPEI                      |
| Alcides Flores                | COPEI                      |
| Gladys Martínez               | COPEI                      |
| Angel García                  | COPEI                      |
| Rosa Medina                   | COPEI                      |
| Teolinda Castillo de Chirinos | COPEI                      |
| Arnoldo Barrios               | AD                         |
| Nelson Ruíz                   | CONVERGENCIA               |
| Luis Jordan                   | MAS                        |

Período 2013 - 2018
| Concejales        | Partido político / Alianza |
| ----------------- | -------------------------- |
| Alexander Guanipa | PSUV                       |
| Jesús Montilla    | PSUV                       |
| Josefina Suárez   | PSUV                       |
| Wilmen Valles     | PSUV                       |
| Ramón Pernalete   | PSUV                       |
| Albertó Tello     | PSUV                       |
| Richard Queipo    | MUD                        |
| Julio Tova        | MUD                        |
| Yraida Navarro    | MUD                        |

Período 2018 - 2021 
| Concejales      | Partido político / Alianza |
| --------------- | -------------------------- |
| Yolexis García  | PSUV                       |
| José Reyes      | PSUV                       |
| Oriana Dirino   | PSUV                       |
| Carmely Chirino | PSUV                       |
| Rita Reyes      | PSUV                       |
| José Sánchez    | PSUV                       |
| José Chirinos   | PSUV                       |
| José Hernández  | PSUV                       |
| Doris Briceño   | PSUV                       |

Periodo 2021 - 2025
| Concejales:      | Partido político / Alianza |
| ---------------- | -------------------------- |
| José Molleda     | PSUV                       |
| Edith Zarraga    | PSUV                       |
| Victor Meza      | PSUV                       |
| Adrian Garcés(†) | PSUV                       |
| Denny Avila      | PSUV                       |
| Pablo Ventura    | PSUV                       |
| Mery López       | MUD                        |
| Winston Vidal    | MUD                        |
| Leopoldo Arteaga | MUD                        |

Periodo 2025-2029
| Concejales       | Partido político / Alianza |
| ---------------- | -------------------------- |
| Oriana Dirino    | PSUV                       |
| Alí Guanipa      | PSUV                       |
| José Sánchez     | PSUV                       |
| Castor Núñez     | PSUV                       |
| Alejandro Torrez | PSUV                       |
| Oscar Lázaro     | PSUV                       |
| Frank Arévalo    | PSUV                       |
| Willnelia Medina | PSUV                       |
| Carmeli Chirino  | PSUV                       |